# Akemi Ōta
Akemi Ōta (大田 朱美, Ōta Akemi) est une animatrice japonaise. Elle a notamment travaillé pour le studio Toei, où elle rencontra le futur réalisateur Hayao Miyazaki courant 1964.
Ils se sont mariés en octobre 1966. Ils eurent deux fils en janvier 1967 et avril 1969.
Akemi est très douée en animation et possède d'exceptionnels talents. Un ami de longue date d'Hayao Miyazaki raconte : “Akemi était une animatrice sénior à la Toei Animation et était très admirée pour ses merveilleux dessins. À l'époque, elle était encore plus prometteuse que M. Miyazaki."

## Œuvres
- 1958 : Le panda et le serpent magique (白蛇伝, Hakujaden)
- 1959 : Shōnen Sarutobi Sasuke (少年猿飛佐助)
- 1960 : Saiyuki (西遊記, Voyage à l'ouest)
- 1961 : Anju To Zushio Maru (安寿と厨子王丸) (intervalliste)
- 1962 : Sinbad no boken (シンドバッドの冒険)
- 1965 : Les voyages spatiaux de Gulliver (ガリバーの宇宙旅行, Gulliver no uchū ryokō) (key-animator)
- 1969 : Le Chat botté (長靴をはいた猫, Nagagutsu wo haita Neko)
- 1971 : Ali Baba et les quarante voleurs (アリババと４０匹の盗賊, Aribaba to 40-ppiki no taizoku) (intervalliste)
- 1971 : Les joyeux pirates de l'île au trésor (どうぶつ宝島, Dōbutsu takarajima) (key-animator)
- 1972 : Nagagutsu Sanjyūshi (ながぐつ三銃士)
- 1975 : Flanders no inu (フランダースの犬, Le chien des Flandres)